# حي الثورة (المنصورة)
حي الثورة هو أحد أحياء مديرية المنصورة في محافظة عدن اليمنية. يبلغ تعداد سكانه 35058 نسمة حسب التعداد السكاني في اليمن لعام 2004.

## التقسيم الإداري
| الحارة                 | عدد المساكن | عدد الأسر | الذكور | الأناث | الإجمالي |
| ---------------------- | ----------- | --------- | ------ | ------ | -------- |
| حارة الدوح الغربية     | 853         | 669       | 2093   | 2091   | 4184     |
| حارة لينين             | 196         | 222       | 757    | 762    | 1519     |
| حارة وديع حداد         | 1424        | 795       | 2864   | 2638   | 5502     |
| حارة الدوح الشرقية     | 897         | 929       | 3233   | 3107   | 6340     |
| حارة بن سلمان الشمالية | 593         | 391       | 1410   | 1277   | 2687     |
| حارة بير فضل           | 1134        | 262       | 809    | 852    | 1661     |